# معهد هولندا لتاريخ الفن

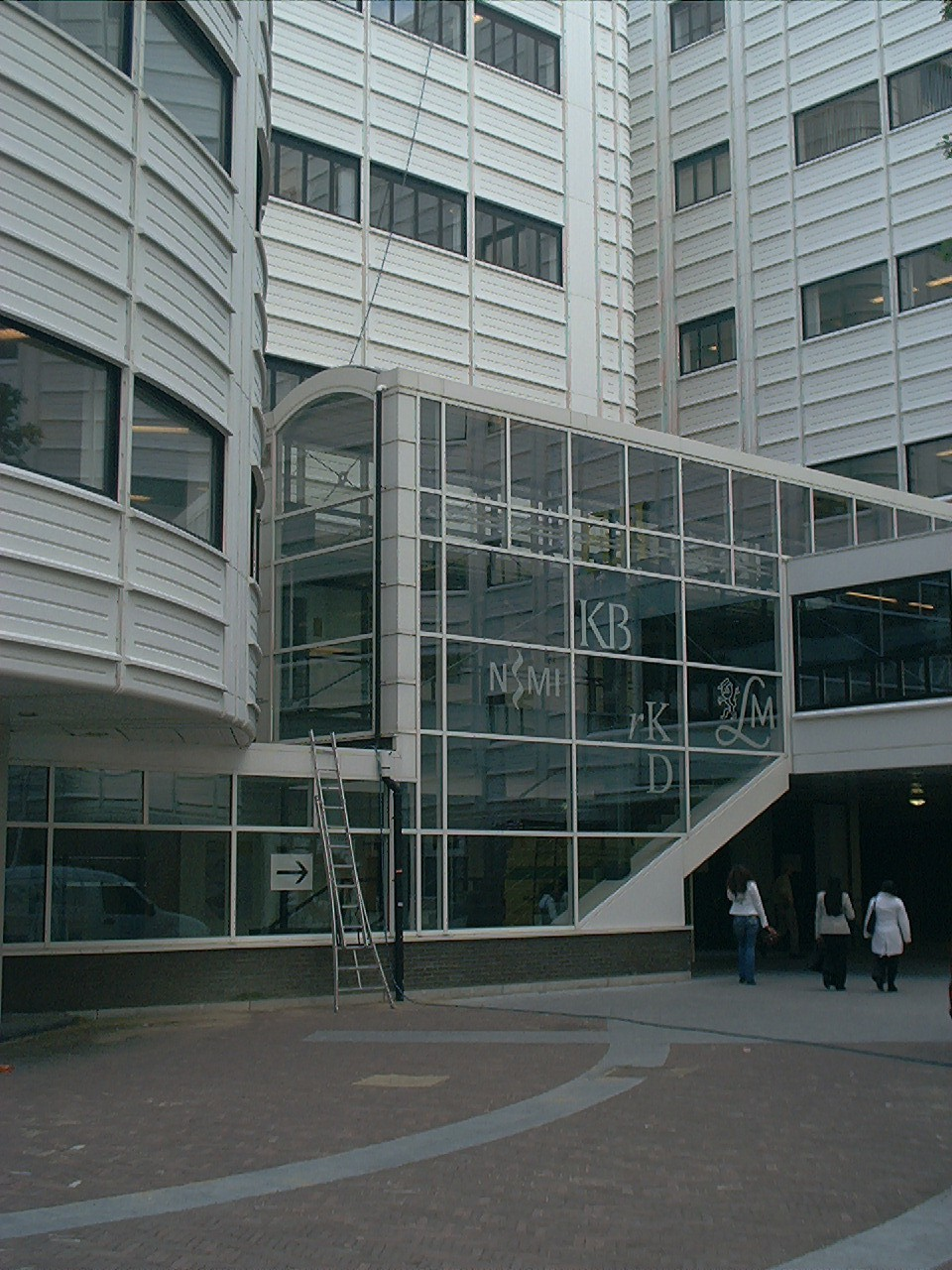
معهد هولندا لتاريخ الفن (RKD) يشارك البناية ذاتها في وسط لاهاي مع المتحف الأدبي الهولندي (LM) ومعهد هيغنز للتاريخ الهولندي (ING) ومعهد الموسيقى الهولندي (NMI) ومكتبة هولندا الوطنية (KB) لذلك تظهر شعاراتهم على النوافذ.

معهد هولندا لتاريخ الفن (بالإنجليزية: Rijksbureau voor Kunsthistorische Documentatie أو RKD)‏ يقع في لاهاي وهو مركز لتاريخ الفن الأكبر في العالم. المعهد متخصص في توثيق وأرشفة وحفظ الفن الغربي منذ العصور الوسطى حتى العهد المعاصر. المعهد مفتوح طول الوقت لكل الناس، ومنشور رقميا على شبكة الإنترنت في موقع إلكتروني. الهدف الرئيسي من المركز هو جمع وتصنيف الفنون وجعل بحوث الفن متوفرة، وخصوصا في مجال أساتذة الرسم الهولندي.

## روابط خارجية
- الموقع الرسمي
- رابط مباشر لقواعد بيانات الفنانين والصور والأدبيات
- النسخة الهولندية من Art and Architecture Thesaurus